# 朱玉書

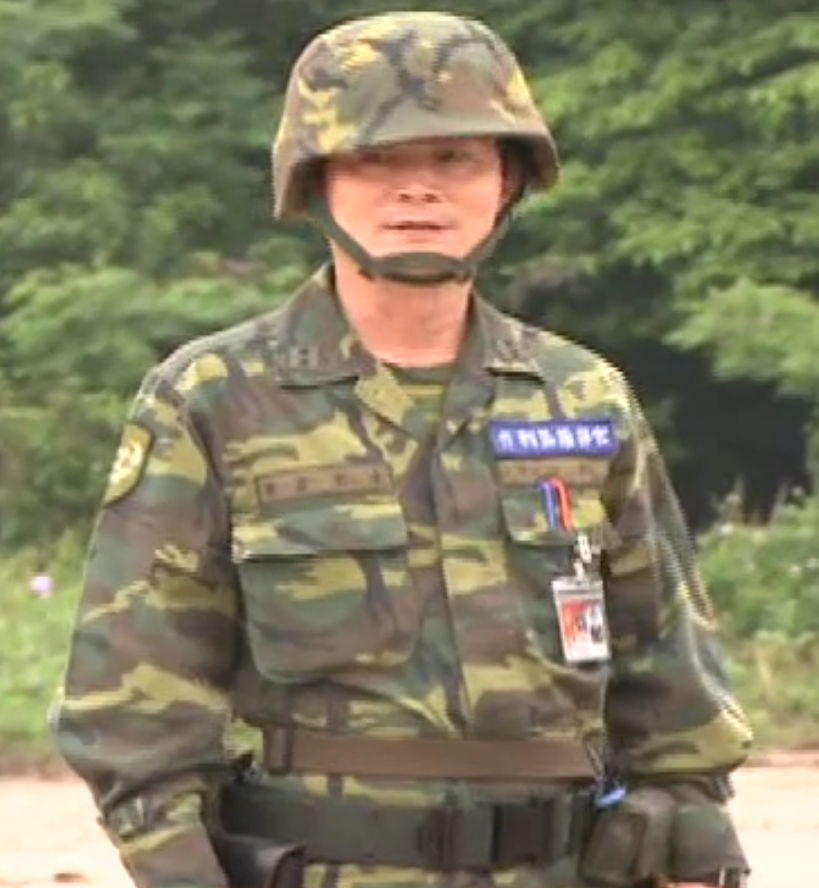
朱玉書中將（時任六軍團指揮官），攝於2012年

朱玉書（1954年—），苗栗縣人，籍貫湖北省蘄春縣。中華民國陸軍中將，畢業於陸軍官校正46期，為前陸軍司令李翔宙上將的愛將。曾任欣欣客運公司總經理。

## 人生经历
曾任欣欣客運總經理、副參謀總長、陸軍副司令、陸軍六軍團指揮官、陸軍司令部參謀長、前國防部長高華柱辦公室主任、陸軍步兵學校校長、陸軍六軍團代理指揮官、陸軍六軍團副指揮官、陸軍步兵學校副校長、陸軍嘉義257師長、陸軍烈嶼158旅長等職。

## 言論及爭議
- 朱玉書在2016年遭媒體披露，在其任職的欣欣客運引進其子朱紹文公司節油器產品，使用於客車[4]。此事曝光後，遭到所屬公司解職。事後他曾向公司提告，欲求償任職期間薪資與退職金，惟未獲判准[5]。